# Lluís Millet
Pour les articles homonymes, voir Millet.
Lluís Millet Pagés (né à El Masnou (Barcelone) le 18 avril 1867 - Barcelone, le 7 décembre 1941) est un compositeur et un chef de chœur espagnol. Il est également connu sous le nom de Maestro Millet.

## Biographie
À treize ans, il est entré au Conservatoire supérieur de musique du Liceu où il a eu pour maîtres Miquel Font (piano), Josep Rodoreda (harmonie et composition), puis plus tard Felipe Pedrell avec qui il a étudié la composition et le piano avec Carles G. Vidiella.
Il a fondé en 1891 avec Amadeo Vives le chœur mixte Orfeó Català qu'il a dirigé durant de nombreuses années et qui constitue un centre important de la musique catalane. En 1896, il est devenu professeur de solfège, de théorie musicale et d'ensemble vocal à l'Escola Municipal de Música de Barcelone dont il deviendra directeur en 1930. En 1897, il a fondé la chapelle de l'église de Saint Philippe de Neri de Barcelone. En 1904, il a créé la Revista Musical Catalana - Butlletí de l'Orfeó Català, qui sera publiée jusqu'en 1936, avec un total de 390 numéros.
Il est considéré comme un compositeur sensible et original, qui s'est senti attiré spécialement par la musique chorale.
En Catalogne, plusieurs rues et collèges portent son nom, comme les rues Mestre Lluís Millet, à Badalone, à Martorell et à Sant Boi de Llobregat.
Il est le père de Lluís Maria Millet i Millet et l'oncle de Lluís Millet i Loras tous deux directeurs de l'Orfeó Català.

## Œuvres
- Catalanesques, pour piano (1891).
- Égloga, pour piano et orchestre.
- El cant dels ocells, pour chœur.
- Cant de la Senyera, pour chœur (1896) sur un poésie de Joan Maragall.
- Pregària a la Verge del Remei, pour chœur.

Il a écrit 
- El cant popular religiós (1912),
- La cançó popular catalana (1917),
- El nostre ideal (1917).